# Ankilizato (Menabe)
Ankilizato is een plaats en gemeente in Madagaskar gelegen in het district Mahabo van de regio Menabe. Er woonden bij de volkstelling in 2001 ongeveer 23.000 mensen. De plaats ligt aan de Route nationale 35 tussen Morondava en Ivato.
In de plaats is basisonderwijs en voortgezet onderwijs voor jonge kinderen beschikbaar. 60% van de bevolking is landbouwer en 40% houdt zich bezig met veeteelt. Het belangrijkste gewas is rijst, maar er wordt ook mais en cassave verbouwd.